# Marko Lazetić
Marko Lazetić (in serbo Марко Лазетић?; Belgrado, 22 gennaio 2004) è un calciatore serbo, attaccante dell'Aberdeen e della nazionale serba Under-21.

## Carriera

### Club
Il 29 novembre 2020 all'età di 16 anni e 10 mesi Lazetić fa il suo debutto con la Stella Rossa contro il Rad al 76º minuto sostituendo Richmond Boakye. La partita è stata vinta dalla Stella Rossa con il risultato di 3-0.
Nella seconda parte di stagione va in prestito al Grafičar Belgrado, squadra riserve della Stella Rossa, con cui sigla 4 gol.
Il 27 gennaio 2022 viene acquistato dal Milan per 4 milioni di euro firmando un contratto fino al 2026. Prende la maglia numero 22 e viene inserito nella lista dei giocatori della prima squadra. Debutta con la prima squadra il 19 aprile, in una partita di Coppa Italia contro i rivali cittadini dell'Inter, il Milan perderà la partita con un risultato di 3-0. Il 22 maggio si laurea campione d'Italia con il Milan vincendo lo scudetto, Lazetić riceverà la medaglia nonostante non abbia fatto il suo debutto in Serie A. 
L'8 novembre 2022 debutta in Serie A subentrando all'83º minuto ad Ante Rebić nella partita contro la Cremonese.
Il 3 febbraio 2023 viene ceduto in prestito agli austriaci dell'Altach.
Il 24 agosto 2023 viene ceduto in prestito agli olandesi del Fortuna Sittard.
Il 18 giugno 2024 fa ritorno in patria venendo ceduto (sempre a titolo temporaneo) al TSC Bačka Topola.
Dopo essere tornato al Milan, non rientrando nei piani della società, viene aggregato al Milan Futuro, in Serie D ed il 18 agosto 2025 viene ceduto a titolo definitivo all'Aberdeen.

### Nazionale
Il 21 agosto 2019 debutta con la nazionale serba U16 contro la Russia U16 siglando anche il suo primo gol, il 5 giugno 2021 debutta con la Serbia U19 subentrando nella partita contro la Romania U19 vinta 1-0.

## Statistiche

### Presenze e reti nei club
Statistiche aggiornate al 4 aprile 2025.
| Stagione            | Squadra             | Campionato          | Campionato | Campionato | Coppe nazionali | Coppe nazionali | Coppe nazionali | Coppe continentali | Coppe continentali | Coppe continentali | Altre coppe | Altre coppe | Altre coppe | Totale | Totale |
| Stagione            | Squadra             | Comp                | Pres       | Reti       | Comp            | Pres            | Reti            | Comp               | Pres               | Reti               | Comp        | Pres        | Reti        | Pres   | Reti   |
| ------------------- | ------------------- | ------------------- | ---------- | ---------- | --------------- | --------------- | --------------- | ------------------ | ------------------ | ------------------ | ----------- | ----------- | ----------- | ------ | ------ |
| 2020-gen. 2021      | Stella Rossa        | SL                  | 1          | 0          | KS              | 0               | 0               | UCL+UEL            | -                  | -                  | -           | -           | -           | 1      | 0      |
| gen.-giu. 2021      | Grafičar Belgrado   | PL                  | 14         | 4          | KS              | 0               | 0               | -                  | -                  | -                  | -           | -           | -           | 14     | 4      |
| 2021-gen. 2022      | Stella Rossa        | SL                  | 14         | 1          | KS              | 0               | 0               | UCL+UEL            | 1+1                | 0                  | -           | -           | -           | 16     | 1      |
| Totale Stella Rossa | Totale Stella Rossa | Totale Stella Rossa | 15         | 1          |                 | 0               | 0               |                    | 2                  | 0                  |             | -           | -           | 17     | 1      |
| gen.-giu. 2022      | Milan               | A                   | 0          | 0          | CI              | 1               | 0               | UCL                | -                  | -                  | -           | -           | -           | 1      | 0      |
| 2022-gen. 2023      | Milan               | A                   | 1          | 0          | CI              | 0               | 0               | UCL                | 0                  | 0                  | SI          | 0           | 0           | 1      | 0      |
| Totale Milan        | Totale Milan        | Totale Milan        | 1          | 0          |                 | 1               | 0               |                    | 0                  | 0                  |             | 0           | 0           | 2      | 0      |
| gen.-giu. 2023      | Altach              | BL                  | 10         | 0          | CA              | 0               | 0               | -                  | -                  | -                  | -           | -           | -           | 10     | 0      |
| 2023-2024           | Fortuna Sittard     | ED                  | 8          | 0          | CO              | 1               | 0               | -                  | -                  | -                  | -           | -           | -           | 9      | 0      |
| 2024-2025           | TSC Bačka Topola    | SL                  | 25         | 1          | KS              | 2               | 0               | UEL+UECL           | 1+6                | 0+1                | -           | -           | -           | 34     | 2      |
| Totale              | Totale              | Totale              | 73         | 6          |                 | 4               | 0               |                    | 9                  | 1                  |             | 0           | 0           | 86     | 7      |

## Palmarès

### Club

#### Competizioni nazionali
- Campionato italiano: 1

Milan: 2021-2022